# Channomuraena
Channomuraena – rodzaj ryb węgorzokształtnych z podrodziny Uropterygiinae w obrębie rodziny murenowatych (Muraenidae).

## Rozmieszczenie geograficzne
Ch. bauchotae występuje w południowo-zachodniej części Oceanu Indyjskiego, a Ch. vittata w wodach oceanicznych strefy tropikalnej Oceanu Atlantyckiego i Indo-Pacyfiku, z wyjątkiem wschodniego Pacyfiku.

## Morfologia
Długość ciała do 150 cm.

## Systematyka
Rodzaj zdefiniował w 1848 roku szkocki chirurg okrętowy, przyrodnik i badacz Arktyki John Richardson w rozdziale dotyczącym ichtiologii w publikacji poświęconej odkryciom zoologicznym podczas wyprawy brytyjskich okrętów HMS „Erebus” i „Terror” w latach 1839–1843. Gatunkiem typowym jest (oznaczenie monotypowe) Ch. vittata.

### Etymologia
Channomuraena: gr. χαινω khainō ‘ziewać’; łac. muraena ‘murena’, od gr. μυραινα muraina ‘murena’.

### Podział systematyczny
Do rodzaju należą następujące gatunki:
- Channomuraena bauchotae Saldanha & Quéro, 1994
- Channomuraena vittata (Richardson, 1845)